# Carl Müller-Tenckhoff
Carl Müller-Tenckhoff (* 23. Juli 1873 in Münster; † 7. März 1936 in Mainz) war ein impressionistischer Maler und Bühnenbildner. Er malte vor allem Landschaftsbilder seiner westfälischen Heimat und Stadtveduten von Mainz, aber auch Taunuslandschaften und Rheinlandschaften.

## Leben
Carl Müller wurde als Sohn des Bierbrauers Carl Müller (1839–1912) und der Franziska (1842–1884) aus der Brauereifamilie Tenckhoff in Münster geboren. Nach dem Schulabschluss erlernte er das Handwerk des Dekorationsmalers. Danach studierte er Kunst in Düsseldorf und machte sich danach in Münster selbständig. Sein Atelier hatte er auf dem Alten Steinweg, sein Lehrling war unter anderen der Kunstmaler Wilhelm Palmes. Später zog er nach Mainz, wo er in der Münsterstraße 1 wohnte. Dort heiratete er Agnes Braun. Sie bekamen drei Kinder. Nachdem er einige Bekanntheit erlangt hatte, entschloss er sich, dem Namen Müller den Geburtsnamen seiner Mutter hinzuzufügen und signierte fortan mit Müller-Tenckhoff. In Münster war er Mitglied der freien Künstlervereinigung und der Bruderschaft der Schlaraffen. Dort wurde er „Ritter Rubens der ideale Westfale“. Auch in Mainz schloss er sich einer Künstlervereinigung an und wurde deren erster Vorsitzender. Ab 1905 wurde er Lehrer an der Kunstgewerbeschule in Mainz und arbeitete als Bühnenbildner an den Theatern in Darmstadt, Mannheim und Mainz.
Carl Müller-Tenckhoff starb am 7. März 1936 in Mainz. An seinem Geburtshaus in Münster (Kreuzstraße) ist eine Erinnerungstafel angebracht.
Werke von Carl Müller-Tenckhoff befinden sich im Landesmuseum Mainz, im Landesmuseum Münster und im Museum Abtei Liesborn. Während einer Ausstellung im Glaspalast in München sind am 6. Juni 1931 bei einem großen Brand viele seiner Gemälde verbrannt.

## Werke (Auswahl)
- Birken am Waldrand, 1916, Landesmuseum Mainz
- Stürmische Sommerlandschaft (Memento vom 9. Mai 2016 im Internet Archive), 1918, Auktionshaus Mehlis
- Trüber Tag, 1919, Landesmuseum Münster
- Scheidender Winter, Landesmuseum Münster
- Sonnige Sommerlandschaft bei bewölktem Himmel,1921 Auktionshaus Mehlis